# Білокам'яні пам'ятки Владимира і Суздаля
Білокам'яні пам'ятки Владимира і Суздаля (рос. Белокаменные памятники Владимира и Суздаля, англ. White Monuments of Vladimir and Suzdal) — назва об'єкту Світової спадщини ЮНЕСКО в Російській Федерації, до якого належить вісім пам'яток переважно XII–XIII ст., розташованих у Владимирській області. Занесений до переліку Світової спадщини ЮНЕСКО у 1992 році.

## Включені пам'ятки
| Назва                                   | Місцезнаходження | Час будівництва                                             | Збереженість | Зображення |
| --------------------------------------- | ---------------- | ----------------------------------------------------------- | --- | ---------- |
| Успенський собор                        | Владимир         | 1158—1160 і 1186–1189 рр.                                   | Збереженість висока. В інтер'єрі зеберглись фрагменти фресок XII ст., фрески Андрія Рубльова і Данила Чорного 1408 року. У XIX ст. були прибудовані притвор та дзвіниця.                                              |            |
| Золоті ворота                           | Владимир         | 1158—1164 рр.                                               | Збереженість середня. Склепіння і надбрамна церква відбудовані у 1795–1810 роках. З боків прибудовані кордегардії. |            |
| Дмитріївський собор                     | Владимир         | 1194—1197 рр.                                               | Збереженість добра. Під час помилкової реставрації 1849-х рр. були знищені галереї та сходові вежі початку XIII ст.                                                                                                   |            |
| Палац Андрія Боголюбського              | Боголюбово       | Заснований у 1158 р., з XIII ст. тут розташований монастир. | Збереженість низька. Збереглася сходова вежа, яка у XVIII ст. була перебудована в шатрову дзвіницю, і перехід на хори храму. Від церкви Різдва Богородиці, що звалилася в 1722 р. збереглася тільки цокольна частина. |            |
| Церква Покрова на Нерлі                 | Поруч Боголюбово | 1165—1166 рр.                                               | Збереженість добра. Втрачені галереї. |            |
| Суздальський кремль з Різдвяним собором | Суздаль          | 1222—1225 рр., верхня частина початку XVI ст.               | Домонгольський храм зберігся до рівня аркатури. Шатрова дзвіниця і архієрейські палати XVII століття. |            |
| Спасо-Єфивім монастир                   | Суздаль          | XVI—XVII ст.                                                | Зебреженість відмінна. |            |
| Церква Бориса і Гліба                   | Кідекша          | 1152—1157 рр., з пізнішими модифікаціями.                   | Збереженість середня. У 1660-ті рр. втрачені склепіння, баня та апсиди. Збереглися фрагменти фресок XII ст. |            |

## Невключені пам'ятки
З незрозумілих причин до об'єкту світової спадщини не були включені подібні пам'ятки, розташовані в цьому ж регіоні, це:
| Назва                        | Місцезнаходження | Час будівництва   | Збереженість | Зображення |
| ---------------------------- | ---------------- | ----------------- | ------------ | ---------- |
| Георгіївський собор          | Юр'єв-польський  | 1230—1234, XV ст. | Добра        |            |
| Покровський монастир         | Суздаль          | 1364              | Добра        |            |
| Успенський Княгинин монастир | Владимир         | 1200              | Добра        |            |